# لقمه‌ماهی پولک‌دار
لقمه‌ماهی پولک‌دار (نام علمی: Himantura imbricata) نام یک گونه از سرده لقمه‌ماهی‌های شلاقی است.